# Цехок
Цехок (цез. Цихокъ) — село в Цунтинском районе Республики Дагестан. Входит в состав Шауринского сельсовета.

## География
Село находится на берегу реки Илянхеви (бассейн реки Метлюта), на расстоянии 15 км к северу от села Цунта, административного центра района.

## Население
| 1869 | 1888 | 1895 | 1926 | 1939 | 1970 | 1989 |
| ---- | ---- | ---- | ---- | ---- | ---- | ---- |
| 26   | ↗55  | ↘47  | ↘34  | ↗95  | ↘23  | ↗59  |
| 2002 | 2010 | 2021 |      |      |      |      |
| ↗81  | ↗141 | ↘122 |      |      |      |      |